# アニー・S・ブゼル
アニー・サイレーナ・ブゼル（英: Anny Syrena Buzzell、1866年-1936年）は、アメリカ合衆国のプロテスタント宣教師である。
アメリカ・ネブラスカ州出身。入信後、1892年来日し仙台市の尚絅女学会（現・学校法人尚絅学院）を拠点に伝道を始める。
校長就任後、第二高等学校 (旧制)男子学生相手の聖書教室を開く。
門下から、栗原基（第三高等学校 (旧制)教授）、内ヶ崎作三郎（代議士）、島地雷夢、吉野作造（民本主義運動家）、小山東助（代議士）、小西重直（京都大学総長）らを輩出し、大正デモクラシーに大きな影響を与えた。
生涯独身であった。